# Yasmeen Al-Dabbagh
Yasmeen Al-Dabbagh (arab. ‏ياسمين الدباغ‎,ur. 22 września 1997 w Londynie) – saudyjska lekkoatletka, sprinterka. Uczestniczka Letnich Igrzysk Olimpijskich 2020.
Rekordzistka kraju w biegu na 100 metrów z wynikiem 13,24. Wzięła udział w Letnich Igrzyskach Olimpijskich 2020 i otrzymała zaszczyt niesienia flagi swojego kraju podczas ceremonii otwarcia.
Ukończyła studia na Uniwersytecie Kolumbijskim w 2019 roku.
Jej ojcem jest biznesmen Amr Al-Dabbagh.